# Oxyprosopus angustus
Oxyprosopus angustus là một loài bọ cánh cứng trong họ Cerambycidae.